# Iliamna
Iliamna és una concentració de població designada pel cens dels Estats Units a l'estat d'Alaska. Segons el cens del 2000 tenia 102 habitants.

## Demografia
Segons el cens del 2000, Iliamna tenia 102 habitants, 35 habitatges, i 26 famílies La densitat de població era d'1,1 habitants/km².
Dels 35 habitatges en un 45,7% hi vivien nens de menys de 18 anys, en un 62,9% hi vivien parelles casades, en un 5,7% dones solteres, i en un 25,7% no eren unitats familiars. En el 20% dels habitatges hi vivien persones soles el 2,9% de les quals corresponia a persones de 65 anys o més que vivien soles. El nombre mitjà de persones vivint en cada habitatge era de 2,91 i el nombre mitjà de persones que vivien en cada família era de 3,42.
Per edats la població es repartia de la següent manera: un 34,3% tenia menys de 18 anys, un 6,9% entre 18 i 24, un 28,4% entre 25 i 44, un 28,4% de 45 a 60 i un 2% 65 anys o més.
L'edat mediana era de 32 anys. Per cada 100 dones hi havia 112,5 homes. Per cada 100 dones de 18 o més anys hi havia 103 homes.
La renda mediana per habitatge era de 60.625 $ i la renda mediana per família de 61.250 $. Els homes tenien una renda mediana de 38.333 $ mentre que les dones 36.667 $. La renda per capita de la població era de 19.741 $. Cap de les famílies i el 3,1% de la població estaven per davall del llindar de pobresa.

## Poblacions més properes
El següent diagrama mostra les poblacions més properes.